# Villanova del Ghebbo
Villanova del Ghebbo est une commune italienne de la province de Rovigo, dans la région de la Vénétie.

## Administration
| Période                                  | Période | Identité | Étiquette | Qualité |
| ---------------------------------------- | ------- | -------- | --------- | ------- |
|                                          |         |          |           |         |
| Les données manquantes sont à compléter. |         |          |           |         |

### Frazione
Bornio, Canton.

### Communes limitrophes
Costa di Rovigo, Fratta Polesine, Lendinara, Lusia, Rovigo.